# 東山晃
東山 晃（ひがしやま あきら、1989年11月9日 - ）は、福井県出身の元サッカー選手、現サッカー指導者。現役時代のポジションはMF。

## 来歴

### 選手
福井商業高校サッカー部で3年時に第86回全国高等学校サッカー選手権大会に出場したが、1回戦で那覇高校に敗れた。北陸大学を卒業後にタイ・ディビジョン1のサムットプラーカーン・ユナイテッドFCとウボンUMTユナイテッドFCでプレー。その後は移籍先が見つからず選手生活を一旦離れるが、2016年に伊藤壇が設立したチャレンジャス・アジアのサポートを受けてカンボジア・リーグのウェスタン・プノンペンFCと契約し、プロ選手として復帰した。
2017年、モンゴル・ナショナルプレミアリーグのウランバートル・シティFCと契約。
2018年、ニュージーランドのアマチュアクラブであるサウスランド・ユナイテッドに加入し、選手兼アカデミーコーチとしてプレーする傍ら語学学校の学生としての生活を送った。

### 指導者
2014年から2015年まで、選手生活を一旦離れて母校の北陸大学のコーチおよび北陸大学フューチャーズ（当時北信越フットボールリーグ2部に参戦）の監督を務めた。また、国民体育大会に臨む石川県成年男子サッカーチームのコーチも兼任。この頃にJFA公認B級コーチライセンスを取得する。
2018年5月、ニュージーランドでプレーしていた時にオファーが届きモンゴル・ナショナルプレミアリーグのアンドゥード・シティFC監督に就任。当時28歳で「世界最年少日本人監督」となった。冨澤拓海らが在籍するクラブをリーグ3位に導いた。
2019年は神戸清雄が監督を務めるタイ・リーグ2のノーンブワ・ピッチャヤFC のアシスタントコーチ（分析担当）に就任し、同年2月にAFC Aライセンスを取得。
2020年、マレーシア・プレミアリーグに昇格したクチンFAの監督に就任。昇格1年目にクラブをリーグ4位に導いた。
2021年、マレーシア・プレミアリーグのクランタン・ユナイテッドFC監督に就任。

## 所属クラブ
- 2005年 - 2007年  福井県立福井商業高等学校サッカー部
- 2008年 - 2012年  北陸大学サッカー部
- 2012年  サムットプラーカーン・ユナイテッドFC
- 2013年  ウボンUMTユナイテッドFC（英語版）
- 2016年  ウェスタン・プノンペンFC（英語版）
- 2017年  ウランバートル・シティFC
- 2018年  サウスランド・ユナイテッド（英語版）

## 指導歴
- 2014年 - 2015年  北陸大学フューチャーズ 監督
- 2014年 - 2015年  石川県成年男子サッカーチーム コーチ
- 2018年  サウスランド・ユナイテッド（英語版） アカデミーコーチ
- 2018年  アンドゥード・シティFC（英語版） 監督
- 2019年  ノーンブワ・ピッチャヤFC アシスタントコーチ（分析担当）
- 2020年  クチンFA 監督
- 2021年 -  クランタン・ユナイテッドFC 監督

## 資格
- AFC Aライセンス